# Madero Harbour
Madero Harbour es un distrito en Puerto Madero, en la ciudad de Buenos Aires, Argentina. Ubicado en el margen este del Dique 1, integra cuatro edificios de oficinas, dos de residencias ya terminados y dos en construcción, un hotel en proyecto, centro de convenciones, un paseo gastronómicos, un centro comercial y 11.000 m² de áreas verdes con acceso a los amenities con canchas de tenis, piletas, SPA & gimnasios. Además, esta en construcción una torre residencial que alcanzará los 194 metros, Harbour Tower. 
Desde 2011 es la sede del World Trade Center en la Ciudad de Buenos Aires.

## Historia
El proyecto fue anunciado en octubre de 2006, con la presentación del plan maestro, anunciando que Madero Harbour sería el emprendimiento de usos mixtos más grande de Sudamérica. Las obras comenzaron en 2008 y lo que más llamó la atención pública fue la construcción del primer centro comercial de Puerto Madero.
El conjunto fue proyectado por los estudios de arquitectura Pfeifer-Zurdo, especializado en la realización de centros comerciales, de entretenimiento y de usos mixtos. Harbour Tower está a cargo del arquitecto uruguayo Carlos Ott.
En agosto de 2008 se presentó una maqueta que contemplaba las 4 torres de oficinas y el centro comercial ubicados sobre Juana Manso, el resto del proyecto sumaría un hotel de 5 estrellas, 5 torres de viviendas, gimnasio, un supermercado, un helipuerto, canchas de pádel, y una terraza verde de 11.000m².
El cuerpo de la torre de oficinas T1 comenzó a verse sobre el vallado del gran terreno a comienzos de 2009, y las obras avanzaron rápidamente a lo largo del siguiente año. GNV Group donó parte de sus terrenos para uso público, transformándolos en la Plaza María Eva Duarte de Perón.
La primera torre de oficinas alcanzó su altura máxima de 77 metros, con 20 pisos, en julio de 2009, y la colocación del muro cortina de vidrio color azul comenzó al mes siguiente. Se anunció entonces que había comenzado la construcción de la torre T5 de oficinas (con helipuerto), que sería terminada a fines de 2010, y que no sería vendida sino que quedaría en manos de Gnvgroup para su alquiler.
En mayo de 2010 se iniciaron los trabajos del edificio T11, residencial y de menor altura (planta baja y 9 pisos). En septiembre de 2010, el proyecto nuevamente fue modificado, y el edificio bajo junto al centro comercial cambió su aspecto general, al tiempo que comenzó la promoción del futuro centro comercial en diversos medios de comunicación. Así, el conjunto quedaría completado con una tira de edificio bajos sobre la Avenida Juana Manso: uno central con una fachada ondulada que funcionaría como hotel y residencias (T3) y dos edificios vidriados de 9 pisos de oficinas uno a cada lado (T2 y T4).
En junio de 2011, la cadena de supermercados Jumbo se instaló en Madero Harbour. Bajo el nombre Jumbo Madero Harbour, con un concepto único en el país.

## Plan maestro

### Oficinas

#### World Trade Center I y II
Madero Harbour cuenta con 2 torres de oficinas WTC I y II de categoría AAA, con plantas de 140 m² a 650 m² y 20 pisos cada una.

#### World Trade Center III y IV
Dos edificios de oficinas AAA de 7 pisos cada una, con unidades desde 270 m² y 420 m².

### Residencias

#### Harbour House
El proyecto propone diferentes opciones, desde estudios hasta viviendas de 1, 2, 3 y 4 dormitorios y penthouses con vistas al dique y la ciudad, ubicadas en un edificio lateral sobre la calle Lola Mora llamado T11.

#### Harbour Residences
Las residencias cuentan con studios, unidades de 1 y 2 dormitorios desde 46 a 112m2 y penthouse.

### Centro Comercial

Harbour Tower en construcción, marzo de 2020

Contará con 150 locales, dos tiendas ancla de 2500 m², un gimnasio de 2000 m², restaurantes, un complejo de cines, un centro de medicina especializada, áreas verdes de uso común y 3000 cocheras.
Este nuevo centro comercial, que demandará una inversión de 75 millones de dólares, tendrá una superficie total de 100.000 m² incluidas las cocheras, contando con una superficie de 20.000m² de área bruta locativa, con locales distribuidos en 2 niveles. Los cines incluirán 2 salas vip, 1 sala 3D y otras 2 salas convencionales.

### Harbour Tower
Harbour Tower es una torre residencial, actualmente en construcción, en su etapa final, la cual cuenta con 52 pisos distribuidos en 194 metros de altura, y que estará emplazada en la esquina de Lola Mora y Julieta Lanteri, es la torre más importante del distrito y la segunda más alta del País. Además, es la única torre en el País con fachada completamente vidriada.

### Osten Tower
Osten Tower es una torre residencial, actualmente en construcción. Bajo la marca del restaurante Osten en Puerto Madero, dentro del mismo distrito, llegó Osten Tower para cambiar la forma de vivir. 26 pisos, con un rooftop pool and bar. La torre será finalizada a principios del 2026.

### Hotel
En el año 2019 se cerró un acuerdo con la cadena W Hotels de Marriott para formar parte del distrito luego de que se desechara la opción de la marca Viceroy. El edificio que lo alberga, también es diseño del arquitecto uruguayo Carlos Ott.

## Sustentabilidad
El proyecto ha sido diseñado contemplando los estándares LEED y las normas internacionales de construcción sostenible. 
Entre dichas características se encuentran:
- Paneles solares para agua caliente.
- Recuperación de agua de condensado de aire acondicionado y de lluvia para riego y limpieza.
- Cubiertas verdes.
- Ventanas de doble vidrio hermético (dvh) con control solar.
- Aparcamiento para bicicletas y vestuarios.
- Lámparas de bajo consumo en espacios comunes.

### Vida Saludable
Presentando numerosas propuestas y actividades promocionales vinculadas al deporte, la vida sana y la sustentabilidad, Madero Harbour se erige como uno de los primeros proyectos inmobiliarios de la ciudad que fomenta estos aspectos imprescindibles para hacer más saludable la vida cotidiana.
En su apuesta e interés por la vida sana y natural han desarrollado un agua mineral natural como producto promocional que lleva su nombre y fue elegida por Nike como la hidratante oficial de la Human Race 10K 2009, La carrera de las chicas 5k 2010. El agua Madero Harbour es un producto de alta calidad, proveniente de un manantial protegido como “Área libre de polución”, enriquecida por la naturaleza con una combinación de minerales naturales beneficiosos para el organismo humano y embotellada en su fuente natural en Falda del Carmen, Córdoba. 
Además de ser será así partner de uno de los principales eventos mundiales de running. Madero Harbour organiza el MH Running Team, actividad que fue gratuita y abierta al público. 
Asimismo, desde marzo de este año, todos los sábados por la mañana se pueden tomar clases abiertas y gratuitas de fitness y Boot Camp con el entrenador personal Daniel Tangona, en la plaza Eva Perón, cedida por Gnvgroup al uso público.
GNV Group 
Con 5 décadas en el mercado de los desarrollos urbanos, se destacan proyectos como shopping centers, complejos comerciales, barrios cerrados, torres de oficinas, entre otros. 
Actualmente cuenta con 65 empleados sumando a su equipo reconocidos arquitectos nacionales e internacionales.